# Kabinett K. Kallas II
Die zweite Regierung der Republik Estland unter Ministerpräsidentin Kaja Kallas („Kabinett K. Kallas II“) trat am 18. Juli 2022 mit ihrer Vereidigung vor dem Parlament (Riigikogu) ihr Amt an. Sie ist nach amtlicher Zählung die 52. Regierung der Republik Estland seit Ausrufung der staatlichen Unabhängigkeit 1918.

## Regierungsbildung
Am 3. Juni 2022 entließ Kaja Kallas die Vertreter der Keskerakond aus ihrem ersten Kabinett, nachdem diese bei einem Bildungsgesetz mit der Opposition gestimmt hatte. Die nächsten Wochen blieb die Regierung als Minderheitskabinett im Amt. 
Am 8. Juli wurde der neue Koalitionsvertrag zwischen Reformierakond (RE), Isamaa (I) und Sotsiaaldemokraatlik Erakond (SDE) unterschrieben. Infolge darauf reichte die Ministerpräsidentin am 14. Juli 2022 ihren Rücktritt ein, womit das Mandat der alten Regierung erlosch. Am 15. Juli wurde Kaja Kallas durch den Riigikogu mit 52 Ja-Stimmen und 26 Nein-Stimmen mit der Regierungsbildung eines zweiten Kabinetts beauftragt. Die Regierungsbildung konnte am 18. Juli, mit der Amtseinführung der neuen Minister, abgeschlossen werden.

## Zusammensetzung
Im 15-köpfigen Kabinett unter Führung von Ministerpräsidentin Kaja Kallas stellte jede Partei jeweils fünf Minister. Dem Kabinett gehörten neben der Ministerpräsidentin sechs Frauen (Annely Akkermann löste im Oktober 2022 Keit Pentus-Rosimannus ab) und acht Männer an.

## Kabinettsmitglieder
| Ressort                                      | Ressort                                    | Bild                                   | Name                                        | Partei | Partei |
| -------------------------------------------- | ------------------------------------------ | -------------------------------------- | ------------------------------------------- | ------ | ------ |
| Ministerpräsidentin                          | Ministerpräsidentin                        | Kaja Kallas                            | Kaja Kallas                                 |        | RE     |
| Finanzministerium                            |                                            |                                        |                                             |        |        |
|                                              | Finanzen                                   | Keit Pentus-Rosimannus                 | Keit Pentus-Rosimannus bis 19. Oktober 2022 |        | RE     |
| Annely Akkermann                             | Finanzen                                   | Annely Akkermann seit 19. Oktober 2022 |                                             | RE     |        |
|                                              | Öffentliche Verwaltung                     | Riina Solman                           | Riina Solman                                |        | I      |
| Außenministerium                             |                                            |                                        |                                             |        |        |
|                                              | Auswärtiges                                | Urmas Reinsalu                         | Urmas Reinsalu                              |        | I      |
| Ministerium für Wirtschaft und Kommunikation |                                            |                                        |                                             |        |        |
|                                              | Wirtschaft und Infrastruktur               | Riina Sikkut                           | Riina Sikkut                                |        | SDE    |
|                                              | Unternehmertum und Informationstechnologie |                                        | Kristjan Järvan                             |        | I      |
| Justizministerium                            |                                            |                                        |                                             |        |        |
|                                              | Justiz                                     |                                        | Lea Danilson-Järg                           |        | I      |
| Verteidigungsministerium                     |                                            |                                        |                                             |        |        |
|                                              | Verteidigung                               | Hanno Pevkur                           | Hanno Pevkur                                |        | RE     |
| Kulturministerium                            |                                            |                                        |                                             |        |        |
|                                              | Kultur                                     |                                        | Piret Hartman                               |        | SDE    |
| Innenministerium                             |                                            |                                        |                                             |        |        |
|                                              | Inneres                                    | Lauri Läänemets                        | Lauri Läänemets                             |        | SDE    |
| Ministerium für Bildung und Wissenschaft     |                                            |                                        |                                             |        |        |
|                                              | Bildung und Wissenschaft                   | Tõnis Lukas                            | Tõnis Lukas                                 |        | I      |
| Umweltministerium                            |                                            |                                        |                                             |        |        |
|                                              | Umwelt                                     | Madis Kallas                           | Madis Kallas                                |        | SDE    |
| Ministerium für Soziale Angelegenheiten      |                                            |                                        |                                             |        |        |
|                                              | Soziale Sicherheit                         |                                        | Signe Riisalo                               |        | RE     |
|                                              | Gesundheit und Arbeit                      | Peep Peterson                          | Peep Peterson                               |        | SDE    |
| Ministerium für Ländliche Entwicklung        |                                            |                                        |                                             |        |        |
|                                              | Ländliche Entwicklung                      | Urmas Kruuse                           | Urmas Kruuse                                |        | RE     |

## Rücktritt
Nach ihrem Rücktritt am 11. April 2023 blieben die Premierministerin und die Minister der Reformpartei und der SDE noch bis zur Vereidigung des Kabinetts K. Kallas III geschäftsführend im Amt.